# Slag bij Kaliakra
De Slag bij Kaliakra was een zeeslag tijdens de Eerste Balkanoorlog die op 21 november 1912 werd geleverd tussen oorlogsschepen van Bulgarije en het Ottomaanse Rijk in de nabijheid van Kaliakra.

## Achtergrond
Na zware verliezen tijdens voorafgaande operaties was er een dringende behoefte aan nieuwe voorraden voor de Ottomanen. Deze werden aangeleverd door het Duitse Keizerrijk en Oostenrijk-Hongarije in de havenstad Constanța. Van hier werden de goederen verder verscheept naar Istanbul.
Deze bevoorradingslijn liep via de kustlijn van Bulgarije en was van vitaal belang. De Ottomaanse vloot bombardeerde daarom herhaaldelijk de Bulgaarse kust. De kapitein van de Ottomaanse kruiser Hamidiye eiste de overgave van Varna en Baltsjik, de belangrijkste Bulgaarse havens in het gebied.

## De slag
Op 21 november 1912 ontving de Bulgaarse marine een bericht dat er twee vrachtschepen Constanța hadden verlaten met bestemming Istanbul. Met de bevestiging van de aanwezigheid van Ottomaanse oorlogsschepen in het gebied kreeg de Bulgaarse kustwacht de opdracht om deze aan te vallen.
Vier torpedobootjagers, de Drazki (Onverschrokken), de Letyashti (Vliegend), de Smeli (Dapper) en de Strogi (Streng) vielen het konvooi aan onder het bevel van kapitein Dimitar Dobrev. Als vlaggenschip lanceerde de Letyashti als eerste zijn torpedo's, maar ze misten hun doel. Ook de pogingen van de twee andere schepen mislukten. Tijdens de aanval werd de Smeli getroffen met een gewonde tot gevolg.
De Drazki was het dichtst tot bij de Hamidiye geraakt toen het als laatste schip zijn torpedo op korte afstand lanceerde. De torpedo sloeg een groot gat in de boeg maar de Hamidiye zonk niet. Dankzij de kalme zee kon het schip terugkeren voor reparaties. 

## Gevolgen
Door deze overwinning werden de blokkades en bombardementen op de kust minder. De grootste winst was echter de morele opsteker voor de Bulgaarse Marine. Het was hun grootste succes ooit.
Als herinnering aan deze slag werd het museumschip Drazki geopend als onderdeel van het Maritiem Museum in Varna.